# Milaan-San Remo 1978
De wielerwedstrijd Milaan-San Remo 1978 werd verreden op zaterdag 18 maart 1978. Het parcours van deze 69e editie was 288 kilometer lang. De Belg Roger De Vlaeminck versloeg de Italiaanen Giuseppe Saronni en  Alessio Antonini in de sprint. 
45 renners werden als 26ste gerangschikt.

## Uitslag
| Milaan–San Remo 1978 |                                            |                                    |          |
| Plaats               | Naam                                       | Ploeg                              | Tijd     |
| Winnaar              | Roger De Vlaeminck                         | Sanson-Campagnolo                  | 6u47'35" |
| 2                    | Giuseppe Saronni                           | SCIC-Bottecchia                    | z.t.     |
| 3                    | Alessio Antonini                           | Selle Royal-Inoxpran               | z.t.     |
| 4                    | Yves Hézard                                | Peugeot-Esso-Michelin              | + 16"    |
| 5                    | Rik Van Linden                             | Bianchi                            | + 21"    |
| 6                    | Francesco Moser                            | Sanson-Campagnolo                  | z.t.     |
| 7                    | Giuseppe Martinelli                        | Magniflex                          | z.t.     |
| 8                    | Jacques Esclassan                          | Peugeot-Esso-Michelin              | z.t.     |
| 9                    | Marcello Osler                             | Selle Royal-Inoxpran               | z.t.     |
| 10                   | Clyde Sefton                               | Fiorella                           | z.t.     |
| 11                   | Alfredo Chinetti                           | Selle Royal-Inoxpran               | z.t.     |
| 12                   | Enrico Paolini                             | SCIC-Bottecchia                    | z.t.     |
| 13                   | Jean-Luc Vandenbroucke                     | Peugeot-Esso-Michelin              | z.t.     |
| 14                   | André Dierickx                             | IJsboerke                          | z.t.     |
| 15                   | Willy Planckaert                           | C&A                                | z.t.     |
| 16                   | Dino Porrini                               | Mecap-Selle Italia                 | z.t.     |
| 17                   | Hubert Linard                              | Peugeot-Esso-Michelin              | z.t.     |
| 18                   | Etienne Van der Helst                      | C&A                                | z.t.     |
| 19                   | Vito Da Ros                                | Magniflex-Olmo                     | z.t.     |
| 20                   | Josef Fuchs                                | Fiorella-Mocassini-Citroen         | z.t.     |
|                      |                                            |                                    |          |
| =26                  | Hennie Kuiper Leo van Vliet Joop Zoetemelk | TI-Raleigh Miko-Mercier-Hutchinson | z.t.     |

1907 · 1908 · 1909 · 1910 · 1911 · 1912 · 1913 · 1914 · 1915 · 1916 · 1917 · 1918 · 1919 · 1920 · 1921 · 1922 · 1923 · 1924 · 1925 · 1926 · 1927 · 1928 · 1929 · 1930 · 1931 · 1932 · 1933 · 1934 · 1935 · 1936 · 1937 · 1938 · 1939 · 1940 · 1941 · 1942 · 1943 · 1944 · 1945 · 1946 · 1947 · 1948 · 1949 · 1950 · 1951 · 1952 · 1953 · 1954 · 1955 · 1956 · 1957 · 1958 · 1959 · 1960 · 1961 · 1962 · 1963 · 1964 · 1965 · 1966 · 1967 · 1968 · 1969 · 1970 · 1971 · 1972 · 1973 · 1974 · 1975 · 1976 · 1977 · 1978 · 1979 · 1980 · 1981 · 1982 · 1983 · 1984 · 1985 · 1986 · 1987 · 1988 · 1989 · 1990 · 1991 · 1992 · 1993 · 1994 · 1995 · 1996 · 1997 · 1998 · 1999 · 2000 · 2001 · 2002 · 2003 · 2004 · 2005 · 2006 · 2007 · 2008 · 2009 · 2010 · 2011 · 2012 · 2013 · 2014 · 2015 · 2016 · 2017 · 2018 · 2019 · 2020 · 2021 · 2022 · 2023 · 2024 · 2025
Lijst van beklimmingen